# Уметнички музеј
Уметнички музеј је специјализована врста музеја која сакупља, чува, истражује, тумачи и излаже уметничка дела. Циљ уметничког музеја је да омогући јавности увид у уметничко стваралаштво различитих периода, култура и стилова, као и да допринесе образовању, истраживању и уживању у уметности. Уметнички музеји могу бити посвећени широкој палети визуелних уметности, укључујући сликарство, вајарство, графику, цртеж, фотографију, примењену уметност, дизајн, видео уметност и друге облике ликовног и визуелног изражавања.

## Дефиниција и функције
Према дефиницији Међународног савета музеја (ICOM), музеј је "непрофитна, стална установа у служби друштва и његовог развоја, отворена за јавност, која набавља, конзервира, истражује, комуницира и излаже материјално и нематеријално наслеђе човечанства и његовог окружења у сврху образовања, проучавања и задовољства". Уметнички музеј ову општу дефиницију примењује специфично на уметничка дела.
Кључне функције уметничког музеја су:
- Сакупљање (аквизиција): Формирање и допуњавање музејских збирки уметничких дела путем куповине, поклона, легата, размене или теренских истраживања.
- Конзервација и рестаурација: Стручно чување, заштита и обнављање уметничких дела како би се обезбедила њихова трајност за будуће генерације.
- Истраживање и проучавање: Научна обрада музејских збирки, проучавање уметника, стилова, периода, техника и контекста настанка уметничких дела.
- Излагање (презентација): Организовање сталних поставки и повремених (тематских, студијских, монографских, ретроспективних) изложби како би се уметничка дела учинила доступним јавности.
- Интерпретација: Пружање информација и контекста који помажу посетиоцима да разумеју и доживе уметничка дела (кроз легенде, текстове у каталозима, аудио-водиче, предавања).
- Образовање и рад са публиком: Организовање радионица, предавања, стручних вођења, дечјих програма и других активности намењених различитим категоријама публике.[2]
- Документација: Вођење детаљне евиденције о предметима у збиркама.
- Издавачка делатност: Објављивање каталога изложби, монографија, научних студија и других публикација.

## Историјски развој (кратак преглед)
Корени уметничких музеја сежу у античке ризнице храмова и приватне колекције владара и богатих појединаца. Током ренесансе у Европи, формирају се значајне приватне збирке уметнина (нпр. збирке породице Медичи у Фиренци). "Кабинет куриозитета" (Wunderkammer) такође представља претечу модерних музеја.
Први јавни уметнички музеји почињу да се отварају у XVIII веку, као резултат просветитељских идеја о доступности знања и културе широј јавности. Неки од најранијих и најзначајнијих јавних уметничких музеја су:
- Музеј Ашмолијан у Оксфорду (отворен за јавност 1683. године, иако је првобитно био кабинет куриозитета).
- Галерија Уфици у Фиренци (збирке отворене за јавност крајем XVIII века).
- Музеј Лувр у Паризу (отворен као јавни музеј 1793. године током Француске револуције).[3]
- Ермитаж у Санкт Петербургу.

Током XIX и XX века, широм света се оснива велики број уметничких музеја, који постају важне културне и образовне институције.

## Врсте уметничких музеја
Уметнички музеји се могу класификовати на основу различитих критеријума:
- Према обиму и врсти збирки:
  - Енциклопедијски музеји (или универзални музеји): Поседују збирке уметности из различитих периода, цивилизација и географских подручја (нпр. Лувр, Метрополитен музеј уметности у Њујорку, Британски музеј).
  - Националне галерије/музеји: Фокусирани на уметност сопствене нације (нпр. Народни музеј Србије, Национална галерија у Лондону).
  - Музеји модерне и савремене уметности: Специјализовани за уметност XX и XXI века (нпр. MoMA у Њујорку, Музеј савремене уметности у Београду).
  - Музеји посвећени једном уметнику (нпр. Ван Гогов музеј у Амстердаму, Пикасов музеј у Паризу).
  - Музеји специфичних уметничких медија (нпр. музеји скулптуре, фотографије, графике).
  - Музеји примењене уметности и дизајна (нпр. Музеј Викторије и Алберта у Лондону, Музеј примењене уметности у Београду).
- Према оснивачу/власништву:
  - Државни (јавни) музеји: Оснива их и финансира држава или локална самоуправа.
  - Приватни музеји: Основани од стране појединаца, фондација или корпорација.
  - Универзитетски музеји и галерије.

## Збирке и изложбе
Музејске збирке представљају срце сваког уметничког музеја. Формирају се систематским сакупљањем, проучавањем и чувањем уметничких дела. Изложбе су основни начин на који музеји комуницирају са публиком.
- Сталне поставке представљају избор најзначајнијих дела из музејских збирки, често организованих хронолошки, тематски или по уметничким школама.
- Повремене (тематске) изложбе истражују одређене теме, уметнике, периоде или феномене, често позајмљујући дела из других институција или приватних колекција. Оне омогућавају дубљи увид у специфичне аспекте уметности и привлаче нову публику.

## Улога у друштву
Уметнички музеји имају важну и вишеструку улогу у савременом друштву:
- Чувари културне баштине: Они сакупљају, штите и чине доступним уметничка дела која представљају део националног и светског наслеђа.
- Образовне институције: Пружају могућности за учење о уметности, историји и различитим културама за све узрасте.
- Центри истраживања: Подстичу научно проучавање уметности и доприносе развоју историје уметности и музеологије.
- Простори за дијалог и рефлексију: Уметност може подстаћи критичко размишљање о друштвеним, политичким и егзистенцијалним питањима.
- Катализатори креативности и инспирације за уметнике и ширу јавност.
- Фактори културног туризма и локалног економског развоја.

## Уметнички музеји у Србији (примери)
У Србији постоји низ значајних уметничких музеја и галерија:
- Народни музеј Србије у Београду: Највећи и најстарији музеј у Србији, са богатим уметничким збиркама.
- Музеј савремене уметности у Београду: Посвећен уметности XX и XXI века.
- Галерија Матице српске у Новом Саду: Чува једну од најзначајнијих колекција српске уметности.
- Музеј примењене уметности у Београду.
- Музеј наивне и маргиналне уметности у Јагодини.
- Галерија фресака у Београду (део Народног музеја Србије).
- Бројне друге градске и регионалне галерије и музеји са уметничким збиркама.